# Resolução 2K
Resolução 2K é um termo genérico para dispositivos de vídeo ou conteúdo com resolução horizontal de ordem de 2.000 pixels. DCI ou a Digital Cinema Initiatives [en] define a resolução 2K padrão como 2048×1080, ou 1998x1080 como apresentação Flat. Na indústria de projeção de filme, a Digital Cinema Initiatives é o padrão dominante para a saída de 2K. Na cadeia de produção de filmes digitais, uma resolução de 2048x1556 é frequentemente utilizada para a aquisição de "porta aberta" ou material de entrada anamórfica, uma resolução com base na resolução histórica filme Super 35 mm digitalizada.